# Surdina

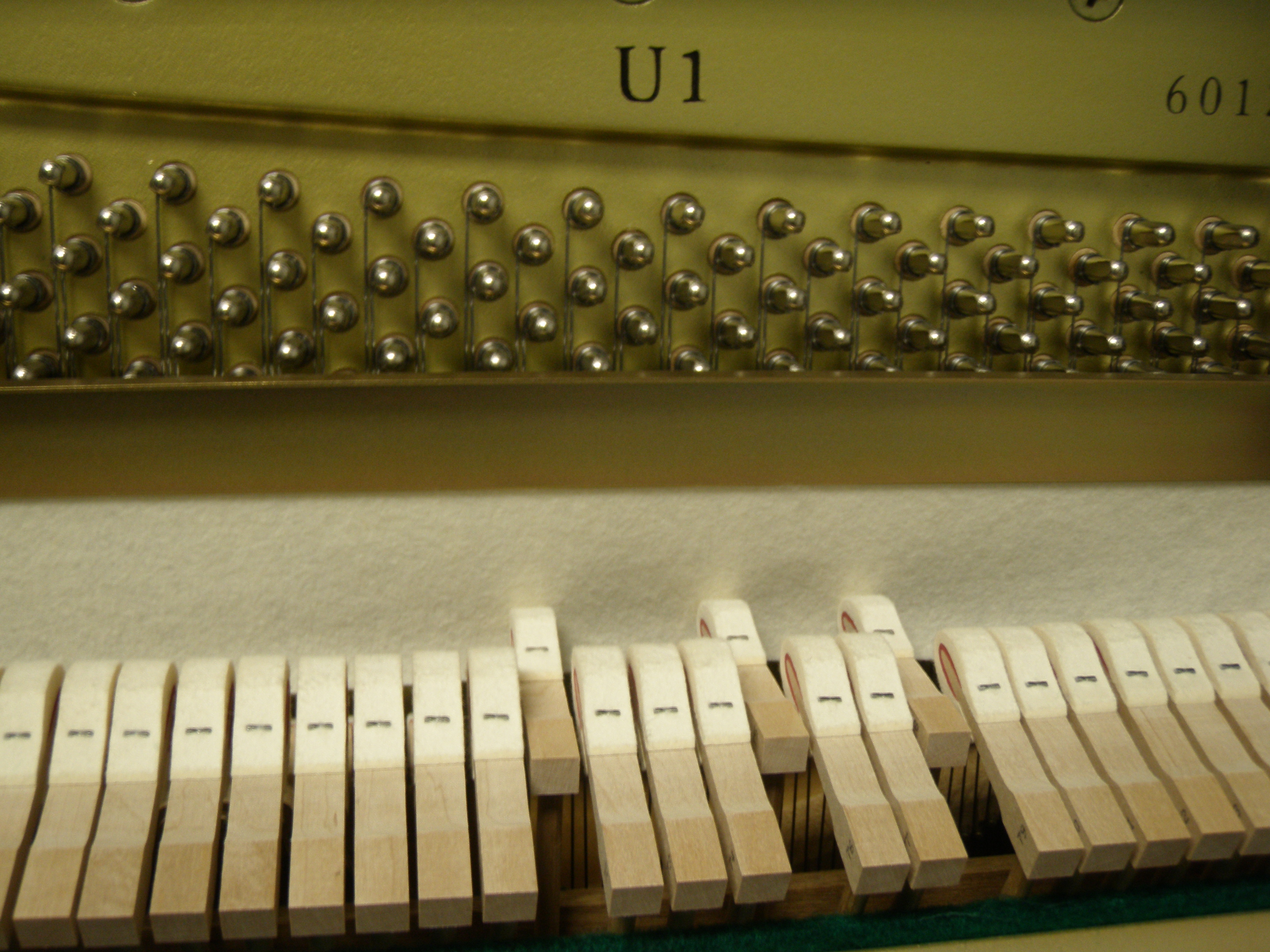
Piano Yamaha U1 com surdina

Uma surdina é um aparato que se encaixa em instrumento musical para alterar o som produzido, afetando o timbre e/ou diminuindo o volume de som.

## Surdina na notação musical
O uso de surdina geralmente é indicado em notação musical com a indicação con sordino, con sordina (frequentemente abreviada como con sord. ou simplesmente sord.) ou através de símbolo especifico.   A remoção da surdina é indicada por meio do termo senza sordina (ou senza sord.) e também através de símbolo específico. Quando notado em inglês, a indicação de uso de surdina é mute e para voltar o som original do instrumento usa-se open para os metais e unmute para as cordas. Em alemão o uso e a retirada da surdina são indicadas, respectivamente, por mit Dämpfer (Dämpfer auf) e ohne Dämpfer (Dämpfer ab/weg).
No caso das cordas, as indicações são feitas por meio de sinais específicos, colocados sobre o pentagrama. Esses sinais são usados como auxílios visuais e também em situações em que a notação tenha que ser mais sucinta. Um exemplo acontece na 4ª Sinfonia de Mahler, em que as surdinas têm que ser colocadas e removidas com muita frequência e as indicações são em alemão.

## Cordas

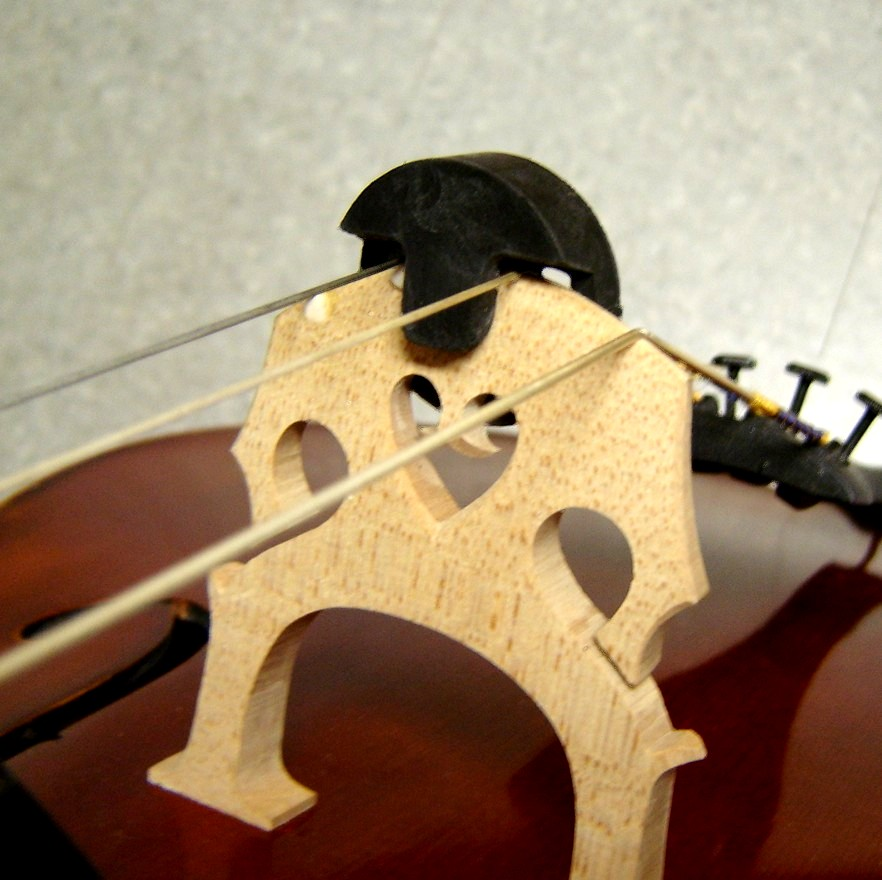
Uma surdina moderna no cavalete de um violoncelo

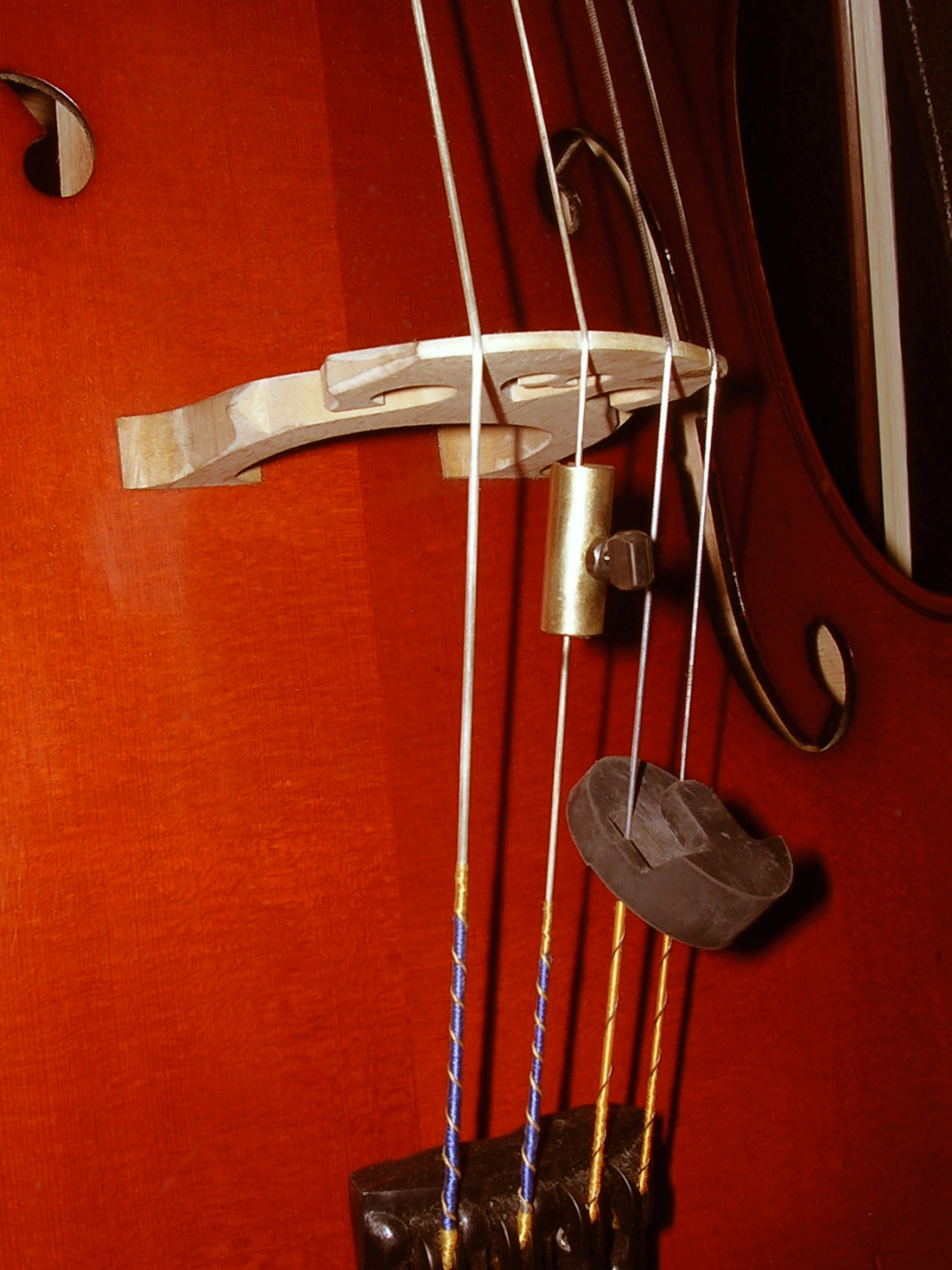
Um violoncelo com uma surdina comum (a peça preta circular) em posição de repouso e uma surdina wolf (a peça metálica cilíndrica).

Nos instrumentos de corda da família dos violinos, a surdina tem a forma de um dispositivo que se encaixa no cavalete do instrumento, abafando as vibrações e resultando num som mais suave. Geralmente tem a forma de um forcado com três dentes, aposto à parte de cima do cavalete com um dente entre cada par de cordas, embora baste qualquer objeto que absorva as vibrações do cavalete, como, por exemplo, um pregador de roupas.
Um uso famoso de surdina de cordas está na introdução de Romeu e Julieta de Prokofiev. Todas as cordas ali estão com surdina, de modo que o som ao início da peça parece começar a partir do nada. 

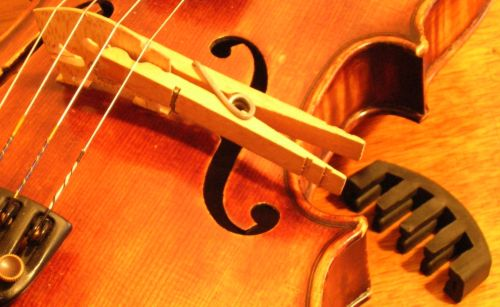
Uma surdina ad hoc de pregador e uma surdina de estudo, feita de borracha

Uma invenção mais moderna é uma surdina que se assenta nas cordas entre o cavalete e o estandarte. Ela pode ser deslizada até próximo ao cavalete para produzir o mesmo efeito de uma surdina removível em forma de forcado.

### Estudo
Surdinas para estudo pesado são usadas por músicos, por exemplo, para praticar no hotel sem incomodar os demais hóspedes. Elas também se posicionam sobre o cavalete do instrumento e reduzem o volume de som. Recentemente, surdinas de estudo passaram a ser usadas também em música contemporânea, a fim de dar um timbre especial, aparecendo em trabalhos de compositores diversos como John Corigliano e Gérard Grisey.

### Surdina Wolf
No violoncelo, a surdina wolf muitas vezes é colocada na corda G, entre a ponte e o estandarte. Ela não muda o timbre do instrumento, mas ajuda a eliminar ressonâncias indesejadas (wolf tones) que ocorrem sobretudo na corda G. São também usadas em contrabaixos, a fim de eliminar ressonâncias na corda A.

## Metais

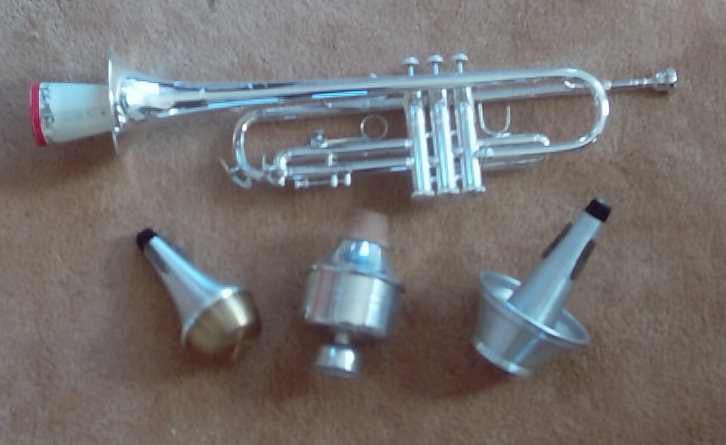
Trompete com surdina reta de papel encaixada. Abaixo estão (da esq. para dir.): reta, wah-wah (Harmon) e cup.

Grande variedade de surdinas são usadas nos metais, podendo ser inseridas na campana do instrumento ou fixadas em suas bordas. Geralmente feitas de alumínio, latão ou cobre, mas há modelos mais econômicos feitos de massa, cartão ou plástico. Cada material produz um som distinto, de modo que é possível chegar a sons diferentes ao usar materiais como bambu, couro ou aço.
É comum que as surdinas façam a afinação do instrumento subir um pouco. Boas surdinas tentam reduzir os problemas com a afinação e ao mesmo tempo manter o som característico. Mesmo assim geralmente é necessário que o músico corrija a afinação ao colocar a surdina.